# Цотонь
Цотонь (пол. Cotoń) — село в Польщі, у гміні Роґово Жнінського повіту Куявсько-Поморського воєводства.
Населення — 180 осіб (2011).

## Демографія
Демографічна структура станом на 31 березня 2011 року:
|          | Загалом | Допрацездатний вік | Працездатний вік | Постпрацездатний вік |
| -------- | ------- | ------------------ | ---------------- | -------------------- |
| Чоловіки | 86      | 16                 | 61               | 9                    |
| Жінки    | 94      | 16                 | 62               | 16                   |
| Разом    | 180     | 32                 | 123              | 25                   |